# Første angelske godsdistrikt
Det første angelske godsdistrikt blev oprettet i 1713 og dækkede over flere adelsgodser i det østlige Angel i Slesvig.

## Historie
Fra begyndelsen af 1600-tallet udviklede adelsgodserne i det sydøstlige Slesvig sig til selvstændige administrative enheder under hertugdømmernes fællesregering. De fleste godser fik også birkret. De var dermed som selvstændig retskreds udskilt af både amter og herreder. I 1713 blev de sønderjyske adelsgodser administrativt inddelt i fire godsdistrikter (1. og 2. angelske godsdistrikt, Svansø og Jernved godsdistrikt). Godsdistrikter udgjorde dog ingen retsområde.
Under det første angelske godsdistrikt samledes godserne i det østlige Angel (som tidligere udgjorde en stor del af Gelting Skov), som var omgivet af Flensborg og Gottorp (Slesvig) amter. Store dele af godsdistriktet hørte tidligere under Ny og Slis herreder. Godsdistriktet bestod i 1800-tallet af godserne Røst, Tøstrupgaard, Sandbæk, Bukhavn, Ø (Gade), Dyttebøl, Gelting, Prisholt, Udmark, Nisvrågård, Østergård, Brunsholm, Dollerød, Nørgård, Nybøl, Undevad (1853 til Munkbrarup Herred), Langballegård, Lundgård, Vesebygaard (1853 til Husby Herred), Svendsby, Søndersø, Grønholt (1853 til Ny Herred), Flarup, Bølskovby og Farnsted (1853 til Strukstrup Herred). Som følge af patrimonialjurisdiktionens afskaffelse i 1853 blev godsdistrikterne nedlagt og godserne igen underkastet amts- og herredsinddelingen. De fleste af de angelske godser blev derefter underlagt det nyoprettede Kappel Herred.